# Ricardo José Lopes da Cruz
Ricardo José Lopes da Cruz (Rio de Janeiro, 10 de abril de 1954 – Rio de Janeiro, 8 de dezembro de 2020) foi um médico brasileiro.
Foi eleito membro da Academia Nacional de Medicina em 2013, ocupando a Cadeira 62, que tem como patrono Augusto Brant Paes Leme.